# St. Lewis River
St. Lewis River är ett vattendrag i Kanada.   Det ligger i provinsen Newfoundland och Labrador, i den östra delen av landet, 1 600 km nordost om huvudstaden Ottawa.
Omgivningarna runt St. Lewis River är i huvudsak ett öppet busklandskap. Trakten runt St. Lewis River är nära nog obefolkad, med mindre än två invånare per kvadratkilometer.